# Megara (Tochter des Kreon)

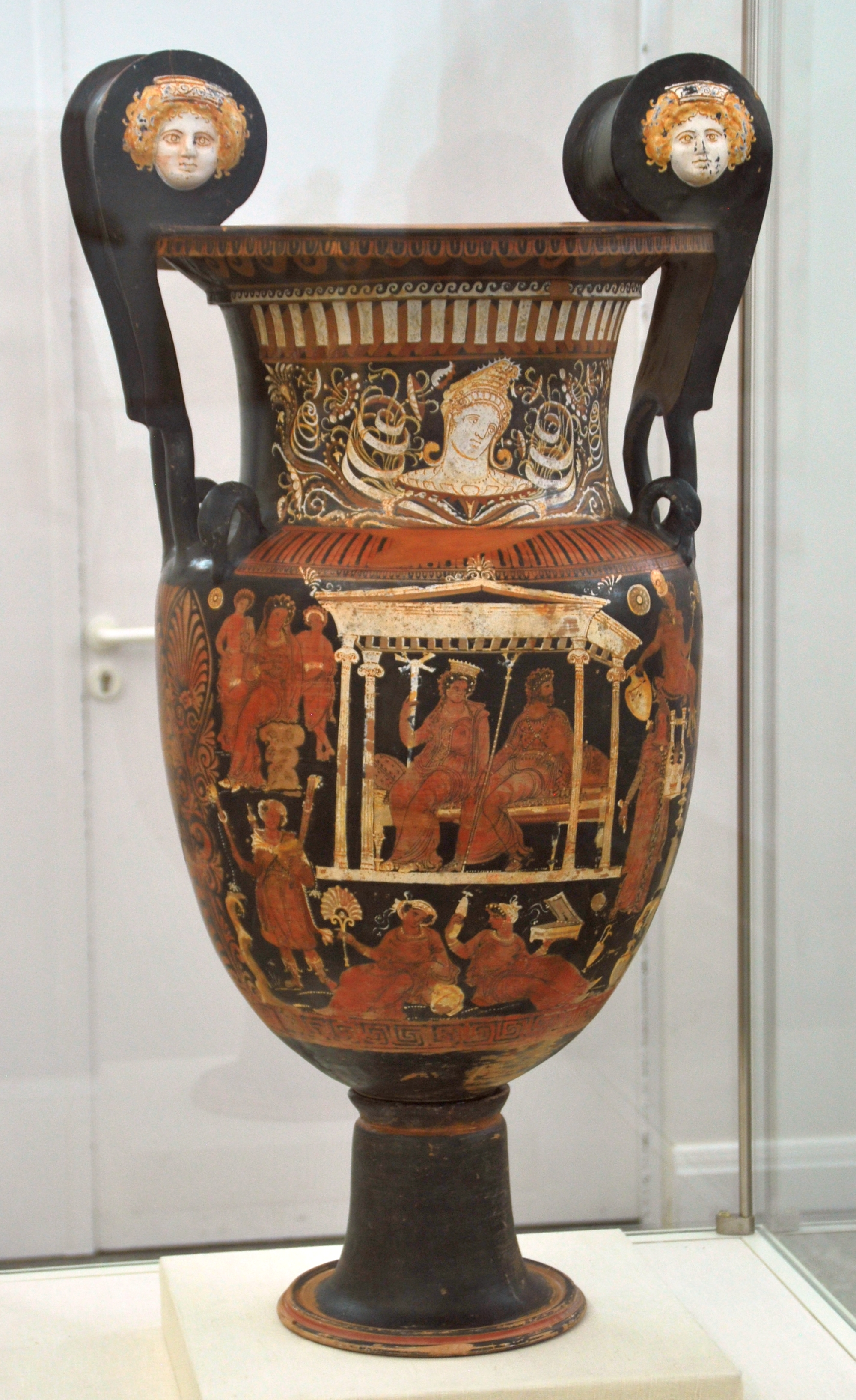
Megara und ihre beiden Söhne (links oben) auf einem Volutenkrater des White-Sakkos-Maler in der Antikensammlung Kiel, um 320 v. Chr.

Megara (altgriechisch Μεγάρα Megára) ist im thebanischen Sagenkreis der griechischen Mythologie die Tochter des Königs Kreon von Theben und Gemahlin des Herakles.
Mit Herakles hatte Megara mehrere Kinder, deren Anzahl in der Überlieferung zwischen zwei und acht schwankt. Sie alle wurden getötet, wobei die Überlieferung die Umstände ihres Todes unterschiedlich motiviert. Laut dem im 2. Jahrhundert v. Chr. lebenden Grammatiker Lysimachos wurden sie von Fremden getötet, andere nennen den thebanischen Anmaßer der Herrschaft Lykos als Täter, während Sokrates von Argos, ein Historiker des 3. Jahrhunderts n. Chr., Augeias für den Tod der Kinder verantwortlich macht. Die älteren Mythosversionen hingegen kannten bereits Herakles als Mörder seiner Kinder, so Stesichoros im 6. Jahrhundert v. Chr. und Panyassis 5. Jahrhundert v. Chr.
Erst der athenische Dramatiker Euripides gestaltete in seiner Tragödie Herakles die Erzählung gänzlich um. Nun gab ihm Kreon seine älteste Tochter zur Frau, nachdem Herakles für Theben im Krieg gegen Orchomenos große Taten vollbracht hatte. Als sich Herakles dann später in den Dienst des Eurystheus begibt, um sich das Recht zur Rückkehr nach Argos zu verdienen, übernimmt Lykos die Macht in Theben, bringt Kreon und dessen Söhne um und droht auch Megara mit ihren Kindern zu ermorden. Herakles kehrt rechtzeitig von einer seiner Aufgaben, den Höllenhund Kerberos an die Oberwelt zu bringen, zurück und tötet Lykos. Während des anschließenden Sühneopfers überfällt ihn der von Hera gesandte Wahnsinn. Er glaubt, Eurystheus und dessen Söhne töten zu müssen, tötet im Wahn aber Megara und die gemeinsamen Kinder. Wieder klaren Verstandes und überredet von Theseus, den er aus dem Hades befreit hatte, verlässt Herakles Theben und findet Aufnahme in Athen.
Der euripideische Zug mit der Ermordung Megaras durch Herakles wurde in der antiken Literatur selten aufgegriffen. Der thebanische Sagenkreis kennt einzig die Lösung der Ehe mit Megara, die Herakles laut der Bibliotheke des Apollodor und Diodor nun dem Iolaos, dem Verwandten und treuen Begleiter mancher seiner Abenteuer, zur Frau gab. Nur bei Diodor ist zudem das alte, bereits den Kypria bekannte Motiv des Wahnsinns direkt mit dem Dienst für Eurystheus verbunden: den angesichts der bevorstehenden Aufgaben für Eurystheus mutlosen Herakles schlug Hera mit Wahnsinn, woraufhin Herakles beim Versuch, den Iolaos zu töten, mit den Pfeilen seine Kinder traf.